# Fluvastatina
Fluvastatina (Lescol, Canef, Vastin) é um fármaco membro da classe das estatinas, usado para tratar a hipercolesterolemia e prevenir doenças cardiovasculares. Também tem sido demonstrada atividade antiviral contra a hepatite C.